# Balázs Hankó
Balázs Hankó (ur. 20 marca 1978 w m. Salgótarján) – węgierski farmaceuta, nauczyciel akademicki i urzędnik państwowy, w latach 2022–2024 sekretarz stanu, a od 2024 minister kultury i innowacji.

## Życiorys
Absolwent farmacji na Uniwersytecie Semmelweisa w Budapeszcie, doktoryzował się w 2005. Jako nauczyciel akademicki związany z macierzystą uczelnią. Pełnił funkcje głównego farmaceuty i członka zarządu centrum klinicznego, w latach 2018–2020 był prorektorem do spraw strategii i rozwoju (2018–2020). Od 2010 był rządowym doradcą w sprawach dotyczących farmacji. Od 2017 pełnił funkcję komisarza w ministerstwie zasobów ludzkich (następnie w resorcie innowacji i technologii), odpowiadając za rozwój uczelni medycznych. W 2020 został zastępcą sekretarza stanu do spraw szkolnictwa wyższego w ministerstwie innowacji i technologii, w 2022 przeszedł do resortu kultury i innowacji. W tym samym roku powołany w nim na sekretarza stanu do spraw szkolnictwa wyższego, innowacji, szkoleń zawodowych i edukacji dorosłych. W lipcu 2024 objął stanowisko ministra kultury i innowacji w piątym rządzie Viktora Orbána.